# Vilaespinosa
Vilaespinosa, o Villaespinosa, és una masia catalogada com a monument del municipi de Vilanova de Sau (Osona) inclòs en l'Inventari del Patrimoni Arquitectònic Català.

## Descripció
Masia de planta rectangular coberta a dues vessants, amb el carener perpendicular a la façana, orientada a migdia. El portal és d'arc rebaixat i es troba descentrat del cos de l'edificació. A la planta s'obre una finestra i dues més al pis, que conserven els ampits i les espieres, amb lloses als angles per a posar-hi flors. A ponent s'hi adossen dos cossos, al primer pis s'obre una finestra i sobresurt un canal de pedra. A aquesta part hi ha altres obertures de construcció recent. A la cara nord hi ha petites cobertures. A llevant s'hi adossa un altre cos amb un balcó.
Es va construir fent servir granits i gresos calcaris units amb morter de calç, els escaires i obertures són de pedra picada. L'estat de conservació és bo.
La Cabana és un edifici situat a l'era del mas. És de planta quadrada (6 x 6 m), coberta a dues vessants amb el carener perpendicular a la façana, orientada a migdia. A esquerra i dreta s'adossen dos cossos de construcció moderna que s'abriguen sota els vessants del teulat. Al centre de l'edificació s'obre un portal a la planta i un altre al primer pis que segueix la inclinació del teulat, la llinda és de fusta i segueix una forma triangular. Els materials constructius són gresos blanquinosos i rogencs units amb morter de calç. L'estat de conservació és bo.

## Història
Antiga masia que, malgrat no conservar cap dada constructiva, es troba registrada al fogatge de la parròquia i terme de Sau de l'any 1553. Aleshores habitava el mas un tal MARCH VILLAESPINOSA que era el batlle de la població.